# Podhorany (Kežmarok)
Podhorany (in ungherese Maldur, in tedesco Maltern) è un comune della Slovacchia facente parte del distretto di Kežmarok, nella regione di Prešov.